# Georges Gobo
Pour les articles homonymes, voir Gobo.
Georges Gobo ou Georges Gobô, pseudonyme de Georges Gobeau, né le 19 juin 1876 à San Francisco et mort le 6 juillet 1958  à Rezé, est un peintre, illustrateur, lithographe et graveur français, membre de la Société des peintres-graveurs français. 

## Biographie
Georges Gobeau naît à San Francisco où son père, d'origine charentaise, était venu faire fortune après avoir participé à la guerre du Mexique. En 1882, son père meurt et sa famille retourne en France pour s'installer à Angoulême. 
Georges Gobeau devient apprenti chez un imprimeur lithographe d'Angoulême. Il se passionne pour le dessin, la lithographie, l'aquarelle, et la peinture.
En 1900, il s'installe à Angers et devient membre de la Société des amis des Arts qui l'invite à exposer ses premières œuvres à son Salon de 1900. Georges Gobeau prend le pseudonyme de « Georges Gobo » (ou « Gobô »).
En 1907, il réalise sa première eau-forte sur des plaques de zinc. En 1908, il expose pour la première fois à Paris, au Salon de la Société nationale des beaux-arts. Depuis lors, Georges Gobo, participe aux salons régionaux et nationaux. Il s'installe à Paris en 1911. Il expose ses eaux-fortes et ses lithographies à la Galerie Georges Petit en 1916 et 1926, et ses dessins et peintures chez Bernheim Jeune en 1919 puis chez Durand-Ruel en 1925.
Par la suite, Gobo voyage à l'étranger en Belgique, Pays-Bas, Italie, Allemagne, Espagne et Maroc. Il y peint des toiles ou des esquisses de la vie quotidienne (Marché de Venise) et des paysages qu'il reproduit ensuite sur cuivre.
Cependant, c'est en France entre ses demeures de Douarnenez en Bretagne et celle d'Angers en Anjou qu'il trouve son inspiration artistique. Il réalise de nombreuses lithographies, eaux-fortes (notamment six eaux-fortes de la cité de Parthenay), lavis, dessins et peintures. Il se rend également à Saint-Jean de Luz et en Auvergne, où il intervient régulièrement à la célèbre École de Murol.
Il croise le poète angevin Auguste Pinguet avec lequel il partage une même sensibilité et une passion commune pour les livres anciens. Ils sillonnent la campagne angevine ou bretonne à la recherche de motifs picturaux et de thèmes poétiques.
Georges Gobeau meurt le 6 juillet 1958 à Rezé, près de Nantes.
Les œuvres de son atelier ont été dispersées aux enchères le 1er juillet 1991 à Drouot.
Une rétrospective lui a été consacrée en février-avril 2009 au Grand-Théâtre d'Angers.

## Livres illustrés
- Henri Focillon: Le mont sur la ville.
- Charles Maurras: L'Etang de Berre.
- Colette: La retraite sentimentale.
- Bernard Roy: Nantes, un pont pour l'Europe.

## Prix et distinctions
- Prix Puvis-de-Chavannes (Grand prix de la Société nationale des beaux-arts), 1933[1].
- Plusieurs médailles d'or au titre de la peinture, de la gravure et du livre d'art, Exposition universelle de 1937[1].
- Grand prix de la gravure de la Société nationale des beaux-arts, 1939[1].
- Prix Charles Cottet 1945[5].
- Prix Gillot-Dard 1950[1].

## Expositions

### Expositions collectives
- Salon d'Angers, Galerie Hôtel Chemellier, 1902, 1903, 1904, 1905, 1908.
- Salon de la Nationale des Beaux-Arts, 1908, 1909, 1910, 1911.
- La gravure originale en noir, Galerie Allard, Paris, novembre 1911[6].
- Exposition universelle, Paris, mai-novembre 1937[7].

### Expositions personnelles
- Georges Gobô, Galerie Georges Petit, Paris, 1916.
- Georges Gobô, Galerie Marcel Bernheim, Paris, 1919.
- Dessins et eaux-fortes de Georges Gobô, chez P. Henaut, Paris, 1922
- Galerie Dujardin, Roubaix, 1924, 1926, 1928, 1939.
- Georges Gobô, Galeries Durand-Ruel, Paris, 1925.
- Galerie Lasneret, Angers, 1925, 1938.
- Georges Gobô, Galeries Georges Petit, Paris, 1926.
- Galerie Pierre Masson, 1928.
- Georges Gobô, Galerie Aktuaryus, Strasbourg, 1930.
- Georges Gobô, Maison d'Art Alsacienne, Mulhouse, 1931.
- Georges Gobô, grand Prix de la Société Nationale des Beaux-Arts, Galerie Lasneret, Angers, 1936.
- Galerie Mignon-Massart, Nantes, 1937, 1945, 1946, 1948.
- Galerie Malaval, Lyon, 1947.
- Rétrospective Georges Gobô, Musée d'Angers, 1959
- 100 dessins de Georges Gobô, galerie Claude Guillemot, Paris, 1998.
- Rétrospective Georges Gobô, Grand Théâtre, Angers, 2009.

## Collections publiques

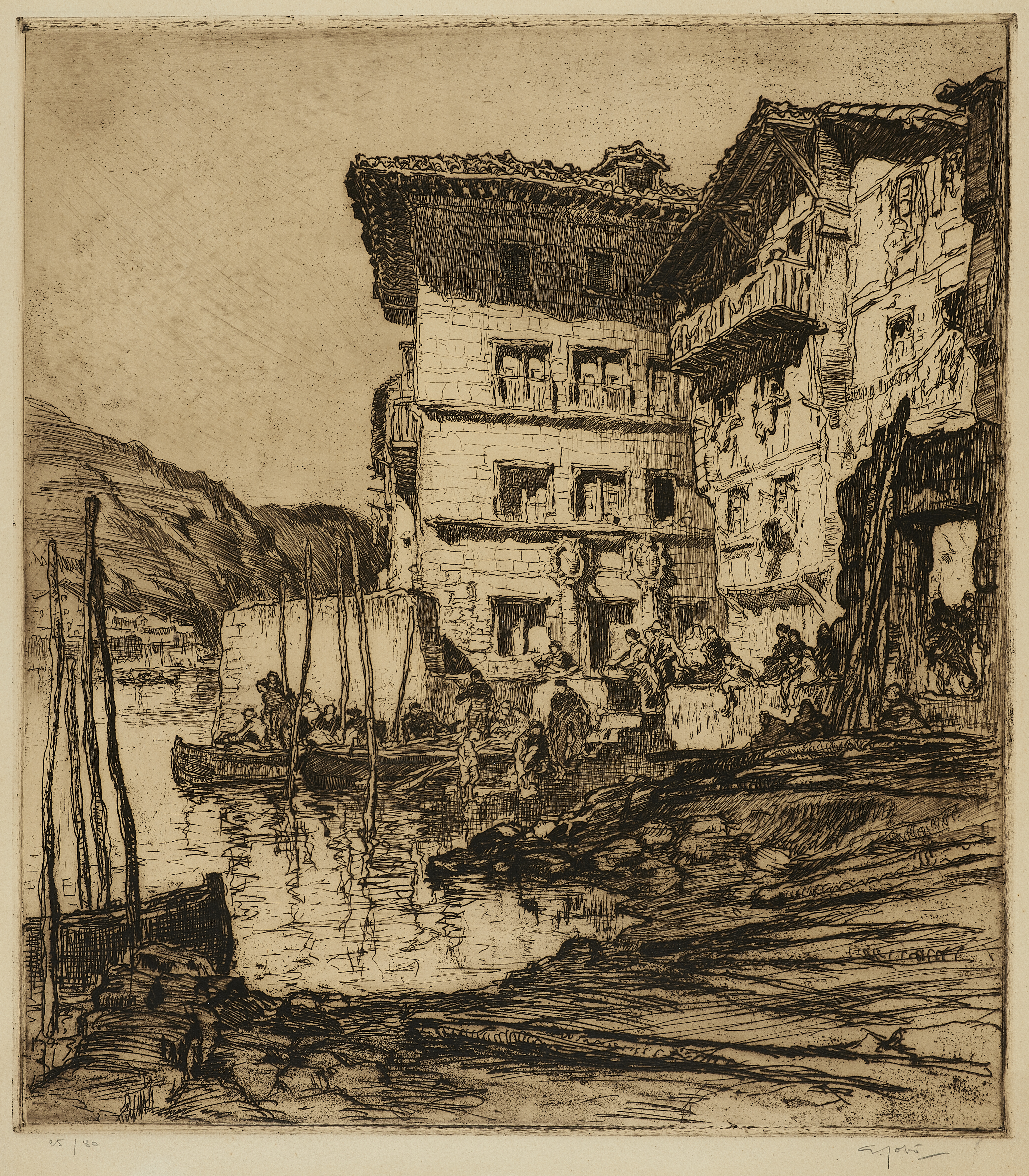
La Maison de Victor Hugo à Pasajes Pasaia, estampe de Georges Gobo, 1921.

### Peintures
- Le quai de l'Hôtel de Ville, musée des beaux-arts de Nantes[8].
- Les grands arbres, Péronne, musée Alfred-Danicourt[9].
- Autour du clocher, Musée des beaux-arts de Mulhouse.
- Département des estampes et de la photographie de la Bibliothèque nationale de France[10].
- Musée des beaux-arts de Liège.
- Brooklyn Museum, New York.
- Musée des Offices, Florence.
- Musée national d'art de Roumanie, Bucarest.

### Estampes
- Tisserand (titre factice), eau-forte,  Marseille, musée des civilisations de l'Europe et de la Méditerranée[11].
- Cabinet des estampes de la Bibliothèque nationale de France, Paris.
- Plusieurs dessins et eaux-fortes au Musée départemental breton de Quimper.